# Eduardo Contreras Soto
Eduardo Contreras Soto (Ciudad de México, 1965) es un investigador, dramaturgo y musicólogo mexicano.
Es investigador del Centro Nacional de Investigación, Documentación e Información Musical «Carlos Chávez» (CENIDIM) del Instituto Nacional de Bellas Artes, y catedrático de teatro en la UNAM y en la Universidad Autónoma del Estado de México. Ha publicado diversos artículos sobre música mexicana, particulartmente en la revista Heterofonía.
Estudió teatro y letras clásicas en la Facultad de Filosofía y Letras de la UNAM. Ha realizado diversos trabajos de investigación teatral.
Ha publicado tres obras teatrales. Sus obras representadas son Ganarás la Luz y Sonata para dos actores.